# TrueType
TrueType – format fontów opracowany przez firmę Apple jako antidotum na technologię PostScript firmy Adobe (za który trzeba było płacić). Stosowany na komputerach Macintosh od 1991 obecnie rozpowszechniony na wszystkich platformach komputerowych na równi z fontami Type 1.
Znaki w TrueType opisane są za pomocą krzywych Béziera tylko drugiego stopnia, jednak jest to format znacznie bardziej skomplikowany technicznie. Daje za to większe możliwości – szczególnie pod względem jakości wyświetlania na ekranie monitora.
Od 1992 stosowany również w Microsoft Windows 3.1, aczkolwiek dopracowany dopiero w Windows 95. Słaba premiera w „starych” systemach Windows spowodowała odwrócenie się na pewien czas producentów od profesjonalnego (czyli dla DTP) wykorzystania formatu TrueType, tym bardziej że Adobe odtajniła częściowo swój konkurencyjny standard (czyli Type1) oraz udoskonaliła i rozpowszechniła oprogramowanie rasteryzujące (ATM), co spowodowało dominację na wiele lat standardu Type1 w zastosowaniach profesjonalnych (poligrafia).
Obecnie fonty w obu standardach są tak samo dobre, a poważne niegdyś problemy z TrueType w DTP należą już do przeszłości, i to do tego stopnia, że teraz u producentów oprogramowania to standard T1 cieszy się mniejszą popularnością w porównaniu z TrueType, a nawet przez samą Adobe uznany został za nierozwojowy, a w konsekwencji całkowicie poniechany w produkcji nowych fontów przez tę firmę.